# Abruzzo zászlaja
Abruzzo zászlaja 1999. május 21. óta van használatban, Abruzzo régió az évi 29. törvényének megfelelően. A sötétvörös zászló középen a régió címerét, egy átlósan osztott, fehér-zöld-kék színű pajzsot tartalmaz. A színek havat, az erdőket és a hegyeket, valamint a tengert jelképezik. A zászló oldalainak aránya 2:3.